# Rónald Gómez
Rónald Gómez Gómez (Puntarenas, 1975. január 24. –) Costa Rica-i válogatott labdarúgó, edző.

## Pályafutása

### Klubcsapatban
Pályafutását a Carmelita csapatában kezdte 1992-ben. 1994 és 1996 között az LD Alajuelense játékosa volt, melynek játékosaként 1996-ban megnyerte a Costa Rica-i bajnokságot és az UNCAF-klubcsapatok kupáját. 1996-ban Spanyolországba szerződött a Sporting Gijón együtteséhez, ahol egy évi játszott. Az 1997–98-as idényben a Hércules játékosa volt. 1998-ban a guatemalai CSD Municipal szerződtette, ahol ugyancsak egy évet töltött. 1999 és 2002 között a görög ÓFI Kréta csapatát erősítette. 2002 és 2003 között kis ideig játszott Kuvaitban is a Qadsia SC csapatában, majd kölcsöadták a mexikói Irapuatónak. 2004-ben hazatért Costa Ricába a Deportivo Saprissához, melynek színeiben megnyerte a CONCACAF-bajnokok kupáját (2005) és bajnoki címet szerzett (2006). A 2006–07-es idényben ismét külföldre igazolt, a ciprusi APÓEL lett a következő csapata, mellyel Cipruson is bajnoki címet szerzett. A 2007–08-as szezonban visszatért a Saprissához és újból megnyerte a Costa Rica-i bajnokságot.

### A válogatottban
1993 és 2008 között 93 alkalommal szerepelt a Costa Rica-i válogatottban és 26 gólt szerzett. Bemutatkozására 1993 február 16-án került sor egy Nicaragua elleni Copa Centroamericana mérkőzésen.
Részt vett a 2002-es és a 2006-os világbajnokságon, az 1993-as és a 2001-es UNCAF-nemzetek kupáján, az 1993-as a 2000-es és a 2002-es CONCACAF-aranykupán, illetve az 1997-es, a 2001-es és a 2004-es Copa Américan.

## Sikerei, díjai
LD Alajualense
- Costa Rica-i bajnok (1): 1995–96
- UNCAF-klubcsapatok kupája (1): 1996

Deportivo Saprissa
- Costa Rica-i bajnok (2): 2005–06 2007–08
- CONCACAF-bajnokok kupája (1): 2005

Costa Rica
- CONCACAF-aranykupa döntős (1): 2002

## Külső hivatkozások
- Rónald Gómez adatlapja a National-Football-Teams.com oldalon (angolul)

- Rónald Gómez (angol nyelven). FootballDatabase.eu
- Rónald Gómez (német nyelven). kicker.de
- Rónald Gómez adatlapja a worldfootball.net oldalon (angolul)